# Guadi Galego

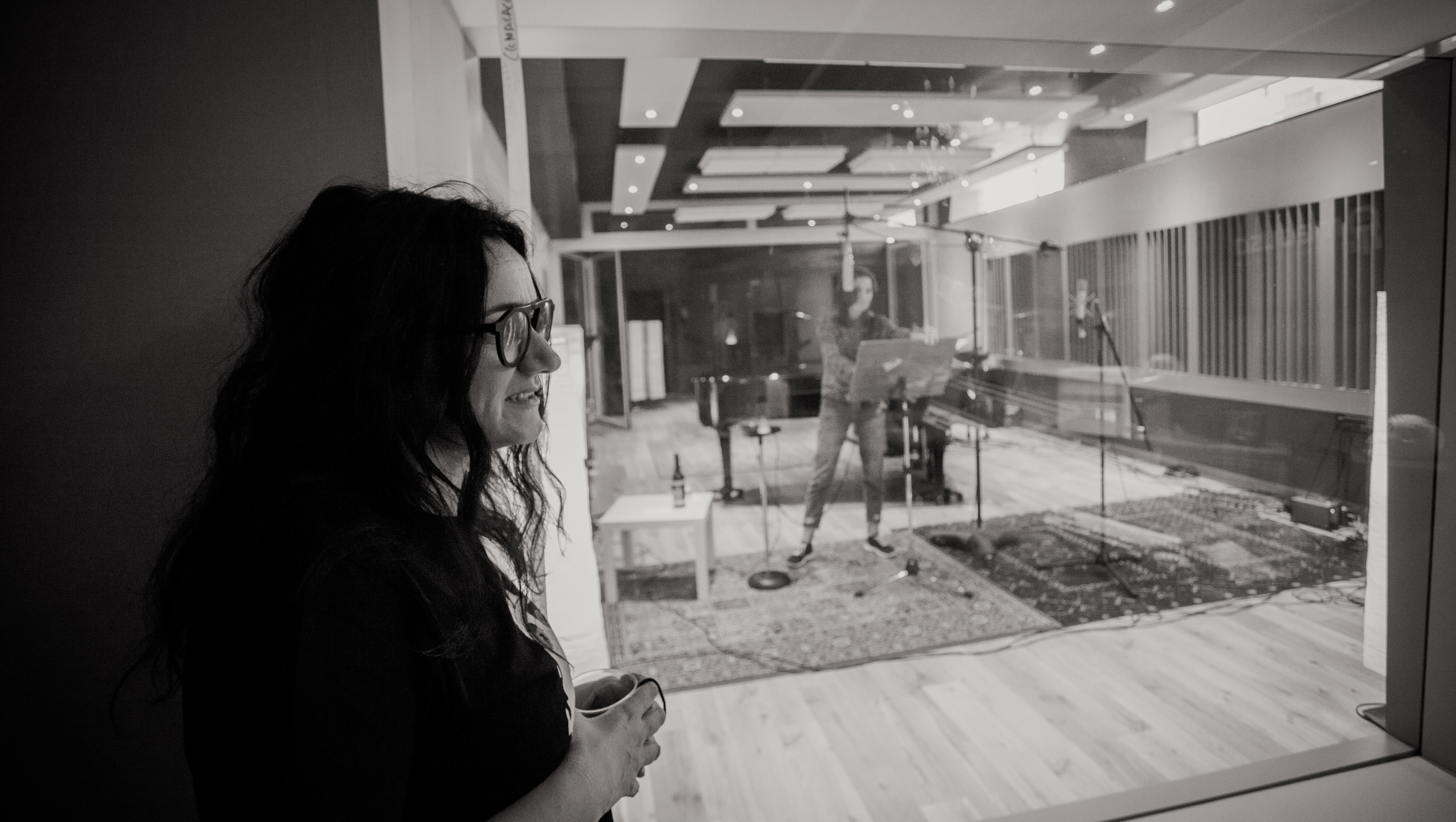
Guadi Galego durante a gravação de IMMERSION

Guadalupe Cribeiro Galego, conhecida como Guadi Galego, (Cedeira, Espanha, 1974) é uma cantora espanhola que interpreta suas canções em galego.

## Carreira musical
Guadi Galego iniciou sua carreira musical muito jovem. Desde 1997 foi gaitera, pianista e vocalista do grupo Berrogüetto, gravando três discos, até janeiro de 2008. Também fez parte da dupla Espido e do grupo Nordestin@s. Sua carreira solo iniciou-se com o álbum Benzón, lançado em 2009. Este disco foi aclamado tanto pela crítica galega como pela espanhola, recebeu o prêmio de melhor disco do ano e foi indicado aos Prêmios da Música.
Apresentou seu disco Lúas de outubro e agosto em 25 de noviembro de 2014, dia internacional da eliminação da violência contra a mulher, no que incluiu a canção "Matriarcas", uma homenagem às mulheres reais e a sua vida quotidiana.
Motivada pelo Dia das Letras Galegas em 2017 e com o objetivo de fomentar o canto coral nas escolas, participou de um ato organizado pelo Centro de Formação e Recursos (CFR) em que cerca de mil estudantes de primária e secundária gravaram com ela um de seus temas, "Chea de vida" ("Cheia de vida") sob a condução do maestro Ramón Bermejo.
No seguinte ano, no dia 17 de maio, Dia das Letras Galegas, atuou no programa televisivo Late motiv, convidada expressamente como artista galega para atuar ao vivo num programa da televisão pública espanhola. Em outubro desse mesmo ano foi reconhecida com o prêmio do Dia Internacional das Mulheres Rurais pela Federação de Mulheres Rurais da Espanha (FADEMUR) e a diputación de A Corunha.
Em fevereiro de 2020, recebeu o Prêmio à Promoção da Realidade Multilíngue de Espanha, por sua obra IMMERSION, com canções em sete línguas da Espanha (galego, português, basco, catalão, aranês, asturiano e castelhano). O prêmio é concedido pelos governos da Catalunha, Galiza, País Basco, Comunidade Valenciana, Navarra e Ilhas Baleares.

## Discografia

#### Trabalhos próprios
- Espido (2005), com Guillerme Fernández
- Benzón (2009)
- Lúas de outubro e agosto (2014)
- O mundo está parado (2016)[10]
- Bóla de cristal (2018)[5]
- IMMERSION (2019)
- Costuras (2020)

#### Trabalhos com Berrogüetto
- Viaxe por Urticaria (1999)
- Hepta (2002)
- 10.0 (2006)

#### Trabalhos com Nordestin@
- Nordestin@s (2006, Falcatruada)

#### Trabalhos com Guillerme Fernández, Xabier Díaz e Xosé Lois Romero
- aCadaCanto (2012)
- A rosa d'Adina (2013, Músicas de Salitre)